# Michael Klundt
Michael Klundt (* 1973) ist ein deutscher Politikwissenschaftler, Kindheitsforscher und Professor für Kinderpolitik an der Hochschule Magdeburg-Stendal. Seine Forschungsschwerpunkte sind (Kinder-)Armut und Reichtum, Kinder-, Jugend-, Familien- und Sozialpolitik sowie Geschichtspolitik.

## Werdegang
Klundt studierte 1993–1999 Germanistik und Politikwissenschaft für das Lehramt an Gymnasien an der Philipps-Universität Marburg. Er arbeitete 2000–2002 als wissenschaftlicher Mitarbeiter an der Abteilung für Politikwissenschaft an der Universität zu Köln, anschließend als wissenschaftlicher Mitarbeiter an der Fachhochschule Düsseldorf. 2004–2006 war er Promotionsstipendiat der Hans-Böckler-Stiftung und promovierte 2007 an der Humanwissenschaftlichen Fakultät zu Köln zum Dr. päd.
Von 2007 bis 2009 arbeitete er als wissenschaftlicher Fachreferent für Kinder- und Jugendpolitik der Fraktion Die Linke im Bundestag.
Seit 2010 ist er Professor für Kinderpolitik im Studiengang Angewandte Kindheitswissenschaften der Hochschule Magdeburg-Stendal. Seine Forschungsschwerpunkte sind (Kinder-)Armut und Reichtum, Kinder-, Jugend-, Familien- und Sozialpolitik sowie Geschichtspolitik.

## Publikationen (Auswahl)
- Geschichtspolitik: Die Kontroversen um Goldhagen, die Wehrmachtsausstellung und das „Schwarzbuch des Kommunismus“. PapyRossa-Verlag, Köln 2000.
- Erinnern, verdrängen, vergessen: Geschichtspolitische Wege ins 21. Jahrhundert. NBKK-Verlag, Gießen 2003.
- Heldenmythos und Opfertaumel: Der Zweite Weltkrieg und seine Folgen im deutschen Geschichtsdiskurs. PapyRossa-Verlag, Köln 2004.
- Ein Untergang als Befreiung: Der 8. Mai 1945 und die Folgen. PapyRossa-Verlag, Köln 2005.
- Kapitalismus versus Barbarei? Die Geschichtsschreibung der „Neuen Weltordnung“. PapyRossa-Verlag, Köln 2007.
- Von der sozialen zur Generationengerechtigkeit? Polarisierte Lebenslagen und ihre Deutung in Wissenschaft, Politik und Medien. VS-Verlag, Wiesbaden 2008.
- mit Christoph Butterwegge und Matthias Zeng: Kinderarmut in Ost- und Westdeutschland. VS-Verlag, Wiesbaden 2008.
- Kinder- und Jugendöffentlichkeit: Entstehung, Implikationen und Rahmenbedingungen einer kindheitswissenschaftlichen Kategorie. SSOAR-Verlag, Mannheim 2013.
- Kinderpolitik: Eine Einführung in Praxisfelder und Probleme. Beltz-Verlag, Basel/Weinheim 2017.
- Gestohlenes Leben: Kinderarmut in Deutschland. PapyRossa-Verlag, Köln 2019.
- mit Wolfgang Maiers, Renatus Schenkel u. a.: Marx bleibt aktuell: Perspektiven für die Einzelwissenschaften. Mitteldeutscher Verlag. Halle 2019.
- Vergleichende Kinderpolitik-Wissenschaft: Kinderrechte und Kinderarmut in Corona-Zeiten. Beltz-Verlag, Basel/Weinheim 2022.
- Kinder in Armut: Benachteiligung, Diffamierung und Stigmatisierung begegnen. Herder-Verlag, Wien 2023.